# Decoratie

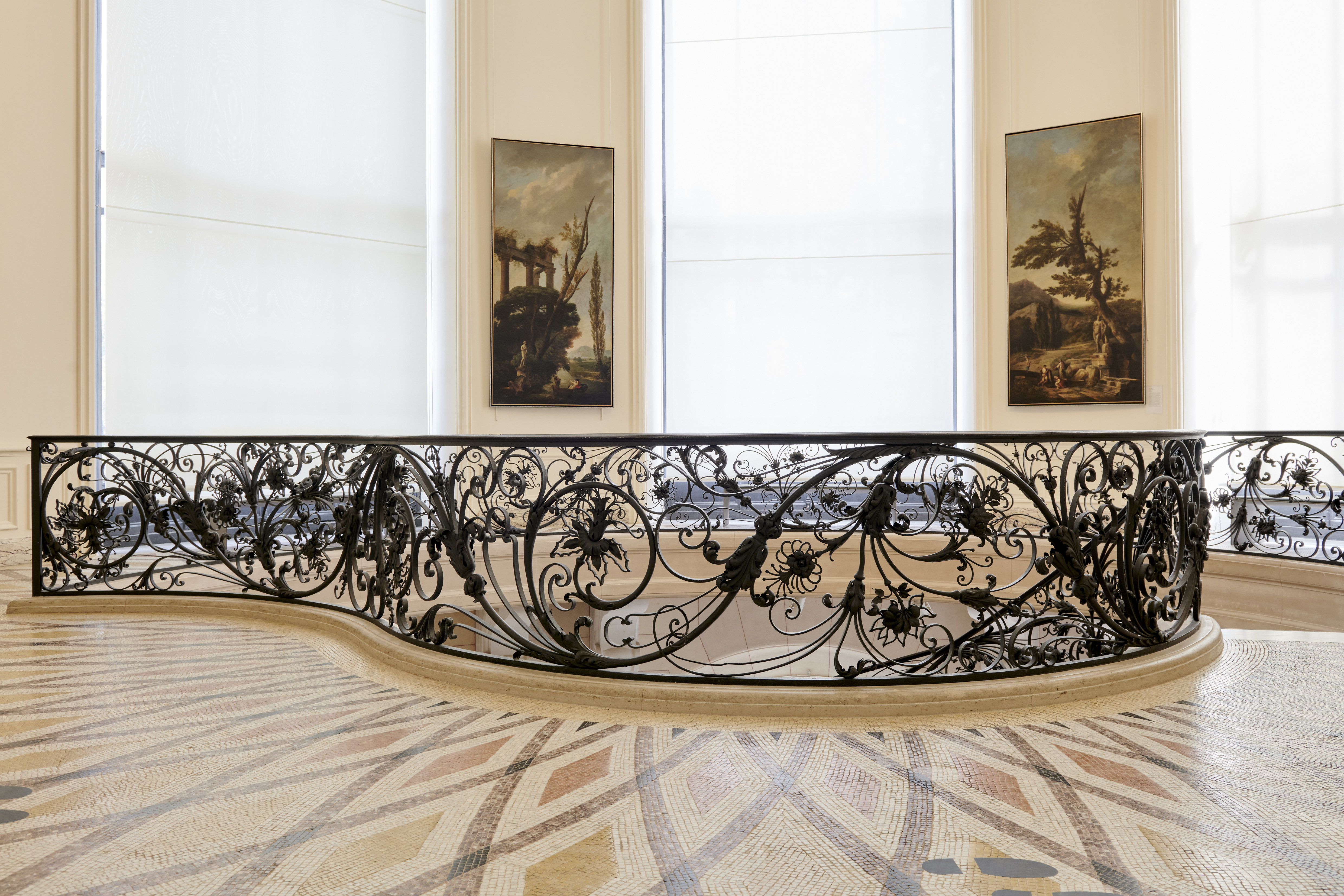
Decoratieve balustrade in het Petit Palais te Parijs

Decoratie is elke vorm van versiering.
Dit kunnen slingers voor een feest zijn, bouwkundige elementen, maar ook de uiterlijke tekens die bij een ridderorde of andere onderscheidingsteken horen, anders gezegd: het lintje. In het laatste geval wordt ook wel gesproken van versierselen.
Decoraties zijn vaak voortgekomen uit esthetische overwegingen of overblijfsels van wat eens nuttig was. Zo zijn speklagen in de bouw van oorsprong bedoeld om een muur steviger te maken. Toch werden ze om esthetische redenen toegepast op het moment dat men in staat was ook zonder speklagen sterker te bouwen.
Een decoratief element wordt ornament genoemd.

## Ridderorden, decoraties en medailles
In de faleristiek, de hulpwetenschap die de onderscheidingen bestudeert zijn decoraties een bepaalde klasse onderscheiding. De ridderorden met hun graden zijn over het algemeen het meest in tel. Daarnaast bestaan er in de gehele wereld duizenden medailles, meestal ronde metalen plaatjes die aan een lint op de borst worden gedragen. De onderscheidingen die overblijven, men kan denken aan een "Ster voor Trouw en Verdienste" of "Kruis voor Moed en Trouw", vallen door naam en juridische positie buiten de categorieën van medailles en ridderorden. Men kan ze wel als decoraties of onderscheidingen kwalificeren.
In Nederland en België worden ridderorden bij wet ingesteld. Dat schrijft de Nederlandse Grondwet dwingend voor. Een "kruis van Verdienste voor..." is in de ogen van het staatsrecht een decoratie en dan volstaat een koninklijk besluit of een ministeriële regeling (ministeriële beschikking).